# 짧은꼬리털고슴도치
짧은꼬리털고슴도치(Hylomys suillus)는 고슴도치과에 속하는 포유류 속의 일종이다. 동남아시아에서 발견되는 작은 털고슴도치류 고슴도치이다. 이 고슴도치는 큰 쥐를 닮았으며, 몸길이는 10~15cm정도이며, 먹이는 곤충과 벌레 등 작은 동물이다.